# Unihockey-Bundesliga 2008/09 (Frauen)
Die Unihockey-Bundesliga 2008/09 war die 15. Spielzeit um die deutsche Unihockey-Meisterschaft auf dem Großfeld der Damen.

## Teilnehmer
Teilnehmer:
- SG MFBC Sahga-Team Halle/Grimma (SG aus Sahga-Team Halle und MFBC Grimma)
- SG Sparkasse Weißenfels/Chemnitz (SG aus UHC Weißenfels und Floor Fighters Chemnitz)
- SSC Löwen Ladies Leipzig
- Unihockey Igels Dresden
- SG Seebergen/Hamburg (SG aus VfR Seebergen und Eimsbütteler TV)
- BA Tempelhof Berlin

## Hauptrunde
In der Hauptrunde spielte jedes Team jeweils zweimal gegen alle anderen Teams, wodurch jede Mannschaft zehn Spiele zu bestreiten hatte. Stand ein Spiel nach der regulären Spielzeit unentschieden, gab es eine Sudden-Death-Verlängerung. Gelang einer Mannschaft hier ein Tor, erhielt sie einen weiteren zusätzlichen Punkt, also insgesamt zwei. Die unterlegene Mannschaft erhielt insgesamt einen Punkt für das Remis nach der regulären Spielzeit. Ein normaler Sieg wurde mit drei Punkten gewertet. Die besten drei Teams nahmen an der Meisterrunde teil, in der noch einmal jeweils zweimal gegen jedes andere Team gespielt wurde. Der gleiche Modus wurde auch in der Platzierungsrunde angewandt, für die sich die Mannschaften auf den Plätzen 4 bis 6 qualifizierten.
| Pl. | Verein                           | Sp. | S  | U  | N  | SDS | Tore  | Diff. | Pkt. |
| --- | -------------------------------- | --- | -- | -- | -- | --- | ----- | ----- | ---- |
| 01. | SG MFBC Sahga-Team Halle/Grimma  | 10  | 10 | 0  | 0  | 0   | 85:24 | +061  | 30   |
| 02. | SG Sparkasse Weißenfels/Chemnitz | 10  | 06 | 0  | 04 | 0   | 53:34 | +019  | 18   |
| 03. | SSC Löwen Ladies Leipzig         | 10  | 06 | 0  | 04 | 0   | 46:47 | −01   | 18   |
| 04. | Unihockey Igels Dresden          | 10  | 05 | 01 | 04 | 01  | 34:40 | −06   | 17   |
| 05. | SG Seebergen/Hamburg             | 10  | 01 | 01 | 08 | 0   | 24:51 | −027  | 04   |
| 06. | BA Tempelhof Berlin              | 10  | 01 | 0  | 0  | 0   | 22:68 | −046  | 03   |

| Legende                                                         |
| --------------------------------------------------------------- |
| Teilnahme an der Meisterrunde; Qualifikation für das Halbfinale |
| Teilnahme an der Platzierungsrunde                              |
| (M) Titelverteidiger                                            |
| (N) Aufsteiger                                                  |

## Zwischenrunde

### Meisterrunde
Die besten drei Mannschaften der Hauptrunde nahmen an der Meisterrunde teil und spielten jeweils zweimal gegen die anderen Teams. Punkte und Torstände aus der Hauptrunde wurden zur Wertung übernommen.
| Pl. | Verein                           | Sp. | S  | U | N  | SDS | Tore   | Diff. | Pkt. |
| --- | -------------------------------- | --- | -- | - | -- | --- | ------ | ----- | ---- |
| 01. | SG MFBC Sahga-Team Halle/Grimma  | 14  | 12 | 0 | 02 | 0   | 106:41 | +065  | 36   |
| 02. | SG Sparkasse Weißenfels/Chemnitz | 14  | 08 | 0 | 06 | 0   | 69:54  | +015  | 24   |
| 03. | SSC Löwen Ladies Leipzig         | 14  | 08 | 0 | 06 | 0   | 66:67  | −01   | 24   |

| Legende                          |
| -------------------------------- |
| Qualifikation für das Halbfinale |
| (M) Titelverteidiger             |
| (N) Aufsteiger                   |

### Platzierungsrunde
Die schlechtesten drei Mannschaften der Hauptrunde nahmen an der Platzierungsrunde teil und spielten jeweils zweimal gegen die anderen Teams. Punkte und Torstände aus der Hauptrunde wurden zur Wertung übernommen. Die beste Mannschaft der Platzierungsrunde qualifizierte sich für das Play-off-Halbfinale um die deutsche Meisterschaft.
| Pl. | Verein                  | Sp. | S  | U  | N  | SDS | Tore  | Diff. | Pkt. |
| --- | ----------------------- | --- | -- | -- | -- | --- | ----- | ----- | ---- |
| 04. | Unihockey Igels Dresden | 14  | 07 | 01 | 06 | 01  | 53:56 | −03   | 23   |
| 05. | SG Seebergen/Hamburg    | 14  | 05 | 01 | 08 | 0   | 46:64 | −018  | 16   |
| 06. | BA Tempelhof Berlin     | 14  | 01 | 0  | 13 | 0   | 31:83 | −052  | 03   |

| Legende                          |
| -------------------------------- |
| Qualifikation für das Halbfinale |
| (M) Titelverteidiger             |
| (N) Aufsteiger                   |

## Play-offs
In den Play-offs sind zum Weiterkommen beziehungsweise zum Gesamtsieg immer zwei Siege nötig (Best of Three-Modus).

### Halbfinale
- Halbfinale 1 (1. Spiel am 14. März 2009 in Dresden, 2. Spiel am 21. März 2009 in Wettin)
  - 1. Spiel: Unihockey Igels Dresden – SG Halle/Grimma 4:9 (0:2, 3:2, 1:5)
  - 2. Spiel: SG Halle/Grimma – Unihockey Igels Dresden 5:4 (0:2, 3:1, 2:1)

- - SG Halle/Grimma im Finale.

- Halbfinale 2 (1. Spiel am 22. März 2009 in Leipzig, 2. Spiel am 28. März in Weißenfels)
  - 1. Spiel: SSC L. L. Leipzig – SG Weißenfels/Chemnitz 4:9
  - 2. Spiel: SG Weißenfels/Chemnitz – SSC L. L. Leipzig 8:3 (5:0, 1:2, 2:1)

- - SG Weißenfels/Chemnitz im Finale.

### Kleines Finale
- Kleines Finale (1. Spiel am 4. April 2009 in Döbeln, 2. Spiel am 18. April in Leipzig)
  - 1. Spiel: Unihockey Igels Dresden – SSC L. L. Leipzig 6:3 (2:1, 2:1, 2:1)
  - 2. Spiel: SSC L. L. Leipzig – Unihockey Igels Dresden 4:5 (0:3, 2:0, 2:1, S.D.)

- - Unihockey Igels Dresden Meisterschaftsdritter 2008/09.

### Finale
- Finale (1. Spiel am 5. April 2009 Weißenfels, 2. Spiel am 19. April 2009 in Wettin, 3. Spiel am 3. Mai 2009 in Wettin)
  - 1. Spiel: SG Weißenfels/Chemnitz – SG Halle/Grimma 3:6 (0:1, 1:1, 2:4)
  - 2. Spiel: SG Halle/Grimma – SG Weißenfels/Chemnitz 2:3 (2:0, 0:2, 0:0, S.D.)
  - 3. Spiel: SG Halle/Grimma – SG Weißenfels/Chemnitz 5:6 (2:0, 0:4, 3:1, S.D.)

- - SG Weißenfels/Chemnitz Deutscher Meister (Großfeld, Frauen) 2008/09.

## Scorerwertung
Scorerwertung der Hauptrunde sowie Meister- bzw. Platzierungsrunde:
- Name (Verein) – Punkte (Tore/Vorlagen)

1. Antje Schmidt (SSC Leipzig) – 29 (17/12)
2. Madeleine Voigt (Halle/Grimma) – 25 (19/6)
3. Silke Unger (Halle/Grimma) – 25 (11/14)
4. Pauline Baumgarten (Weißenfels/Chemnitz) – 23 (21/2)
5. Franziska Kuhlmann (U. I. Dresden) – 23 (16/7)
6. Magdalena Tauchlitz (Weißenfels/Chemnitz) – 23 (15/8)

Scorerwertung der Play-offs:
- Name (Verein) – Punkte (Tore/Vorlagen)

1. Franziska Baldauf (U. I. Dresden) – 10 (6/4)
2. Magdalena Tauchlitz (Weißenfels/Chemnitz) – 10 (2/8)
3. Pauline Baumgarten (Weißenfels/Chemnitz) – 9 (7/2)
4. Madeleine Voigt (Halle/Grimma) – 8 (4/4)
5. Fanny Gatzke (Halle/Grimma) – 7 (4/3)